# Foundation (album, M.O.P.)
Foundation je páté studiové album hip-hopového hardcore dua M.O.P.. Jde o první studiové album dua vydané po devíti letech.

## Seznam skladeb
| #  | Název                 | Host(é)     | Producent(i)     | Délka |
| 1  | "I'm A Brownsvillian" |             | Nottz            | 3:47  |
| 2  | "Blow The Horns"      |             | Fizzy Womack     | 3:00  |
| 3  | "What I Wanna Be"     | Rell        | DJ Premier       | 3:18  |
| 4  | "Foundation"          |             | M-Phazes         | 3:26  |
| 5  | "Stop Pushin'"        |             | Fizzy Womack     | 3:04  |
| 6  | "Crazy"               | Termanology | Statik Selektah  | 4:44  |
| 7  | "Street Life"         | Demarco     | Fizzy Womack     | 3:44  |
| 8  | "Forever & Always"    |             | Statik Selektah  | 4:01  |
| 9  | "Rude Bastard"        |             | Kil              | 3:44  |
| 10 | "Brooklyn"            |             | Ron G            | 5:06  |
| 11 | "Bang Time"           | Styles P    | DJ Green Lantern | 4:13  |
| 12 | "Sharks In The Water" |             | DR Period        | 3:51  |
| 13 | "Riding Through"      | Redman      | Taylor Made      | 5:15  |
| 14 | "Salute A G"          |             | DR Period        | 3:29  |